# Campionato mondiale di Formula 1 2002
Il campionato mondiale di Formula 1 2002 organizzato dalla FIA è stata, nella storia della categoria, la 53ª stagione ad assegnare il campionato piloti, vinto da Michael Schumacher, e la 45ª ad assegnare il campionato costruttori, andato alla Scuderia Ferrari.
È iniziata il 3 marzo ed è terminata, dopo 17 gare, il 13 ottobre.

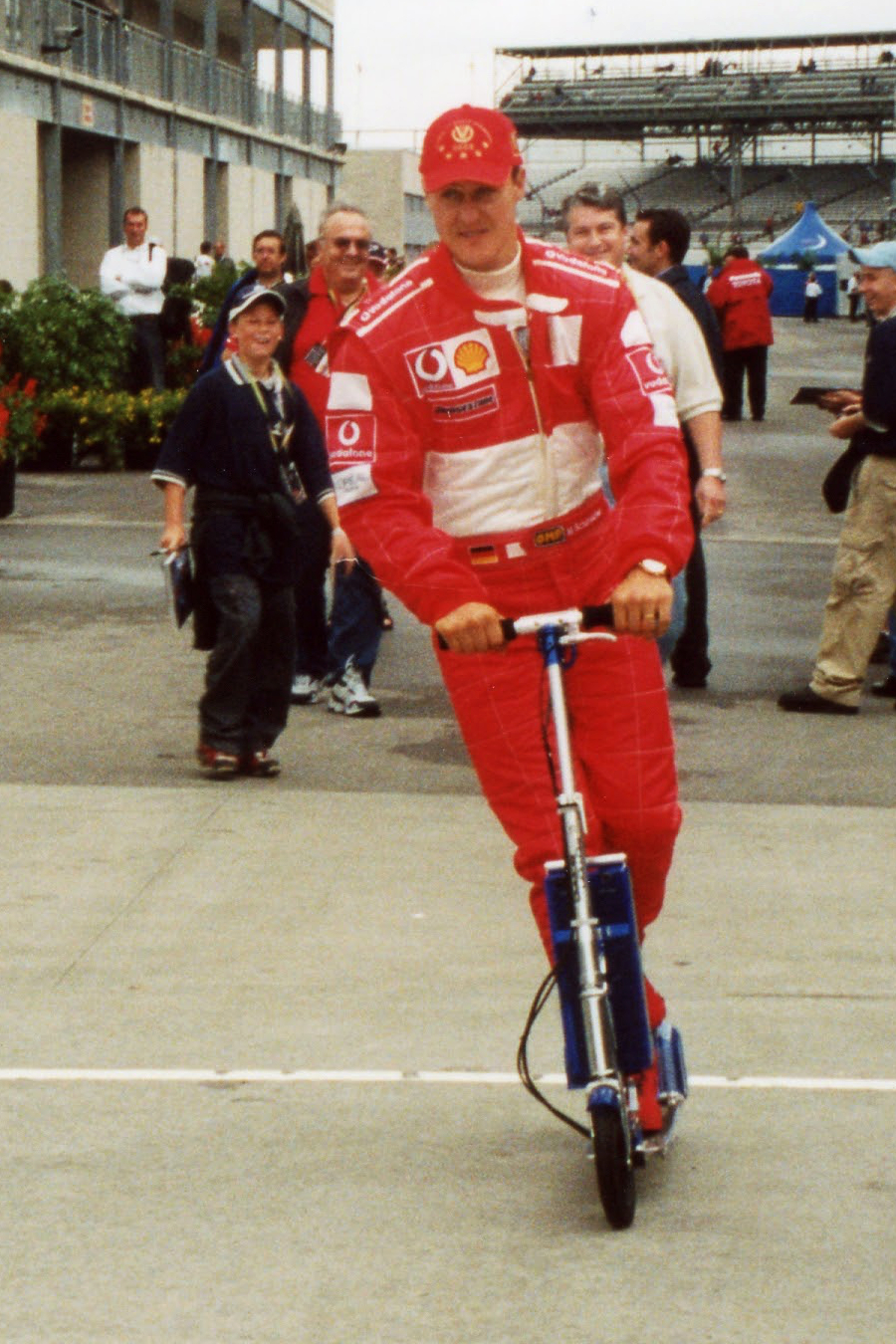
Michael Schumacher si aggiudica per la quinta volta il titolo piloti, il terzo consecutivo con la Ferrari.

## La pre-stagione

### Il calendario
Per la stagione 2002 vennero previste le stesse 17 gare dell'anno prima, che mantennero anche le stesse posizioni in calendario, salvo i GP di Francia e Gran Bretagna che si scambiarono di posizione, con la tappa inglese che divenne la 10ª, davanti a quella francese.
| Gara | Nome ufficiale del Gran Premio       | Circuito                         | Sede        | Data         | Ora (Italiana con fusi orari e ora legale/solare) | Ora (Italiana con fusi orari e ora legale/solare) | Ora (Italiana con fusi orari e ora legale/solare) | Diretta TV | Diretta TV  |
| Gara | Nome ufficiale del Gran Premio       | Circuito                         | Sede        | Data         | Locale                                            | UTC                                               | ITA                                               | Terrestre  | Satellitare |
| ---- | ------------------------------------ | -------------------------------- | ----------- | ------------ | ------------------------------------------------- | ------------------------------------------------- | ------------------------------------------------- | ---------- | ----------- |
| 1    | Foster's Australian Grand Prix       | Albert Park Circuit              | Melbourne   | 3 marzo      | 14:00                                             | 03:00                                             | 04:00                                             | Rai 1      | TELE+ F1    |
| 2    | Petronas Malaysian Grand Prix        | Sepang International Circuit     | Sepang      | 17 marzo     | 15:00                                             | 06:00                                             | 08:00                                             | Rai 1      | TELE+ F1    |
| 3    | Grande Prêmio do Brasil              | Autódromo José Carlos Pace       | San Paolo   | 31 marzo     | 14:00                                             | 19:00                                             | 19:00                                             | Rai 1      | TELE+ F1    |
| 4    | Gran Premio Foster's di San Marino   | Autodromo Enzo e Dino Ferrari    | Imola       | 14 aprile    | 14:00                                             | 12:00                                             | 14:00                                             | Rai 1      | TELE+ F1    |
| 5    | Gran Premio Marlboro de España       | Circuito di Barcellona-Catalogna | Montmeló    | 28 aprile    | 14:00                                             | 12:00                                             | 14:00                                             | Rai 1      | TELE+ F1    |
| 6    | Großer A1 Preis von Österreich       | A1-Ring                          | Spielberg   | 12 maggio    | 14:00                                             | 12:00                                             | 14.00                                             | Rai 1      | TELE+ F1    |
| 7    | Grand Prix de Monaco                 | Circuito di Monte Carlo          | Monaco      | 26 maggio    | 14:00                                             | 12:00                                             | 14:00                                             | Rai 1      | TELE+ F1    |
| 8    | Grand Prix Air Canada                | Circuit Gilles Villeneuve        | Montréal    | 9 giugno     | 13:00                                             | 17:00                                             | 19.00                                             | Rai 1      | TELE+ F1    |
| 9    | Allianz Grand Prix of Europe         | Nürburgring                      | Nürburg     | 23 giugno    | 14:00                                             | 12:00                                             | 14:00                                             | Rai 1      | TELE+ F1    |
| 10   | Foster's British Grand Prix          | Silverstone                      | Silverstone | 7 luglio     | 13:00                                             | 12:00                                             | 14:00                                             | Rai 1      | TELE+ F1    |
| 11   | Mobil 1 Grand Prix de France         | Circuito di Magny Cours          | Magny-Cours | 21 luglio    | 14:00                                             | 12:00                                             | 14:00                                             | Rai 1      | TELE+ F1    |
| 12   | Großer Mobil 1 Preis von Deutschland | Hockenheimring                   | Hockenheim  | 28 luglio    | 14:00                                             | 12:00                                             | 14:00                                             | Rai 1      | TELE+ F1    |
| 13   | Marlboro Magyar Nagydíj              | Hungaroring                      | Mogyoród    | 18 agosto    | 14:00                                             | 12:00                                             | 14:00                                             | Rai 1      | TELE+ F1    |
| 14   | Foster's Belgian Grand Prix          | Circuito di Spa-Francorchamps    | Stavelot    | 1 settembre  | 14:00                                             | 12:00                                             | 14:00                                             | Rai 1      | TELE+ F1    |
| 15   | Gran Premio Vodafone d'Italia        | Autodromo nazionale di Monza     | Monza       | 15 settembre | 14:00                                             | 12:00                                             | 14:00                                             | Rai 1      | TELE+ F1    |
| 16   | SAP United States Grand Prix         | Indianapolis Motor Speedway      | Speedway    | 29 settembre | 13:00                                             | 18:00                                             | 20:00                                             | Rai 1      | TELE+ F1    |
| 17   | Fuji Television Japanese Grand Prix  | Suzuka Circuit                   | Suzuka      | 13 ottobre   | 14:30                                             | 06:00                                             | 07:30                                             | Rai 1      | TELE+ F1    |

### La presentazione delle vetture
| Costruttore                | Telaio | Data lancio      | Luogo lancio  |
| -------------------------- | ------ | ---------------- | ------------- |
| Scuderia Ferrari Marlboro  | F2002  | 6 febbraio       | Maranello     |
| West McLaren Mercedes      | MP4-17 | 19 gennaio       | Barcellona    |
| BMW Williams F1 Team       | FW24   | 25 gennaio       | Silverstone   |
| Sauber Petronas            | C21    | 25 gennaio       | Kloten        |
| DHL Jordan Honda           | EJ12   | 22 febbraio      | Bruxelles     |
| Lucky Strike BAR Honda     | 004    | 18 dicembre 2001 | Brackley      |
| Mild Seven Renault F1 Team | R202   | 27 gennaio       | Parigi        |
| Jaguar Racing Ford         | R3     | 4 gennaio        | Milton Keynes |
| Orange Arrows Ford         | A23    | 27 febbraio      | Melbourne     |
| KL Minardi Asiatech        | PS02   | 22 febbraio      | Kuala Lumpur  |
| Panasonic Toyota Racing    | TF102  | 17 dicembre 2001 | Colonia       |

## Scuderie e piloti

### Scuderie

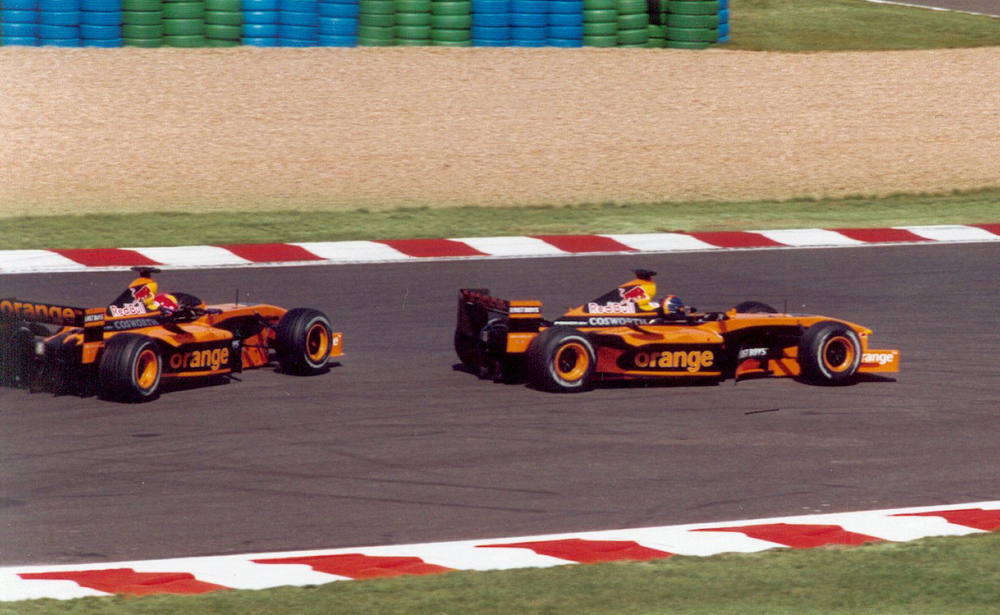
Le due Arrows in Francia: quella di Magny-Cours è la penultima gara disputata dalla scuderia britannica.

- La Renault acquista dalla Benetton il titolo sportivo tornando in Formula 1 come scuderia dopo diciassette anni con il nome di Mild Seven Renault F1 Team.[1][2]
- La Toyota entra, dopo un anno di test, in Formula 1 come costruttore con vettura e motore fatti in casa.[3]
- La Arrows è spinta dai motori Cosworth.[4]
- La Minardi si fornisce di motori Asiatech[5] mentre la Prost Grand Prix non trova i fondi per iscriversi abbandonando il campionato;[6] alla Prost dovevano essere assegnati i numeri 18 e 19, ma la mancata partecipazione lasciò un buco nella numerazione passando dal 17 di de la Rosa al 20 di Frentzen.[5]
- Il team Arrows ha subito un collasso finanziario dopo il Gran Premio di Germania e non ha preso parte a nessuna delle gare rimanenti. Un tentativo di registrazione per la stagione 2003 è stato respinto dalla FIA.[7]

### Piloti
- La stagione 2002 è stata caratterizzata da diversi cambiamenti nella formazione dei piloti prima della stagione e da ulteriori cambiamenti durante la stagione vera e propria.
- Kimi Räikkönen rappresenta il trasferimento più importante della stagione, in quanto è chiamato a sostituire Mika Häkkinen,[8] che lascia il suo posto in McLaren ritirandosi dalla Formula 1.
- Giancarlo Fisichella approda in Jordan per sostituire Jarno Trulli, che prende il posto lasciato vacante dallo stesso Fisichella in Renault.[9]
- Takuma Satō su Jordan e Mark Webber (primo pilota australiano in F1 dopo David Brabham al Gran Premio d'Australia 1994) su Minardi.[10]
- Heinz-Harald Frentzen si trasferisce alla Arrows lasciando la defunta Prost[11].
- Fernando Alonso lascia la Minardi dopo un'incredibile stagione del 2001 e firma alla Renault come test driver.[12]
- Mika Salo torna in Formula 1 alla guida di una Toyota, affiancato dall'altro debuttante Allan McNish.
- Luciano Burti, che aveva guidato sia per la Jaguar che per la Prost nel 2001, lasciò il team Prost in difficoltà prima del loro collasso per unirsi a Luca Badoer in un ruolo di test alla Ferrari. Tomáš Enge, che aveva sostituito l'infortunato Burti alla Prost nel 2001, fu abbandonato dalla squadra alla fine della stagione 2001 per motivi finanziari, e ritornò alla Formula Internazionale 3000 per il 2002.
- Antônio Pizzonia è stato ingaggiato per diventare un collaudatore della Williams insieme a Marc Gené. Pizzonia aveva guidato un'auto sponsorizzata dalla Williams nella serie internazionale F3000 nel 2001, e ha continuato quella guida nel 2002 insieme ai suoi compiti di test alla Williams.
- André Lotterer, che ha guidato per il Jaguar Junior Team nella serie britannica di Formula 3 nel 2001, è stato ingaggiato come collaudatore per il team Jaguar di Formula Uno per il 2002.

#### Cambi di mezza stagione
- Heinz-Harald Frentzen, dopo il fallimento della Arrows, disputa il Gran Premio degli Stati Uniti d'America alla guida della Sauber in luogo di Felipe Massa.[13][14].
- Anthony Davidson sostituisce Alex Yoong in Minardi in occasione dei Gran premi di Ungheria e Belgio.[15]

### Tabella riassuntiva
Le seguenti squadre e piloti sono iscritti al campionato del 2002.
| Squadra                    | Costruttore      | Telaio      | Motore                                      | Gomme | N. | Piloti                | GP          | Test Driver                                                |
| -------------------------- | ---------------- | ----------- | ------------------------------------------- | ----- | -- | --------------------- | ----------- | ---------------------------------------------------------- |
| Scuderia Ferrari Marlboro  | Ferrari          | F2001 F2002 | Ferrari 050 3.0 V10 Ferrari 051 3.0 V10     | B     | 1  | Michael Schumacher    | Tutti       | Luca Badoer Luciano Burti                                  |
| Scuderia Ferrari Marlboro  | Ferrari          | F2001 F2002 | Ferrari 050 3.0 V10 Ferrari 051 3.0 V10     | B     | 2  | Rubens Barrichello    | Tutti       | Luca Badoer Luciano Burti                                  |
| West McLaren Mercedes      | McLaren-Mercedes | MP4-17      | Mercedes FO110M 3.0 V10                     | M     | 3  | David Coulthard       | Tutti       | Jean Alesi Alexander Wurz                                  |
| West McLaren Mercedes      | McLaren-Mercedes | MP4-17      | Mercedes FO110M 3.0 V10                     | M     | 4  | Kimi Räikkönen        | Tutti       | Jean Alesi Alexander Wurz                                  |
| BMW Williams F1 Team       | Williams-BMW     | FW24        | BMW P82 3.0 V10                             | M     | 5  | Ralf Schumacher       | Tutti       | Antônio Pizzonia Giorgio Pantano Marc Gené                 |
| BMW Williams F1 Team       | Williams-BMW     | FW24        | BMW P82 3.0 V10                             | M     | 6  | Juan Pablo Montoya    | Tutti       | Antônio Pizzonia Giorgio Pantano Marc Gené                 |
| Sauber Petronas            | Sauber-Petronas  | C21         | Petronas 02A 3.0 V10                        | B     | 7  | Nick Heidfeld         | Tutti       | Neel Jani Jos Verstappen                                   |
| Sauber Petronas            | Sauber-Petronas  | C21         | Petronas 02A 3.0 V10                        | B     | 8  | Felipe Massa          | 1-15, 17    | Neel Jani Jos Verstappen                                   |
| Sauber Petronas            | Sauber-Petronas  | C21         | Petronas 02A 3.0 V10                        | B     | 8  | Heinz-Harald Frentzen | 16          | Neel Jani Jos Verstappen                                   |
| DHL Jordan Honda           | Jordan-Honda     | EJ12        | Honda RA002E 3.0 V10                        | B     | 9  | Giancarlo Fisichella  | Tutti       | non assegnato                                              |
| DHL Jordan Honda           | Jordan-Honda     | EJ12        | Honda RA002E 3.0 V10                        | B     | 10 | Takuma Satō           | Tutti       | non assegnato                                              |
| Lucky Strike BAR Honda     | BAR-Honda        | 004         | Honda RA002E 3.0 V10                        | B     | 11 | Jacques Villeneuve    | Tutti       | Darren Manning Anthony Davidson Patrick Lemarié Ryo Fukuda |
| Lucky Strike BAR Honda     | BAR-Honda        | 004         | Honda RA002E 3.0 V10                        | B     | 12 | Olivier Panis         | Tutti       | Darren Manning Anthony Davidson Patrick Lemarié Ryo Fukuda |
| Mild Seven Renault F1 Team | Renault          | R202        | Renault RS22 3.0 V10                        | M     | 14 | Jarno Trulli          | Tutti       | Fernando Alonso                                            |
| Mild Seven Renault F1 Team | Renault          | R202        | Renault RS22 3.0 V10                        | M     | 15 | Jenson Button         | Tutti       | Fernando Alonso                                            |
| Jaguar Racing Ford         | Jaguar-Cosworth  | R3 R3B      | Cosworth CR-3 3.0 V10 Cosworth CR-4 3.0 V10 | M     | 16 | Eddie Irvine          | Tutti       | André Lotterer James Courtney                              |
| Jaguar Racing Ford         | Jaguar-Cosworth  | R3 R3B      | Cosworth CR-3 3.0 V10 Cosworth CR-4 3.0 V10 | M     | 17 | Pedro de la Rosa      | Tutti       | André Lotterer James Courtney                              |
| Orange Arrows Ford         | Arrows-Cosworth  | A23         | Cosworth CR-3 3.0 V10 Cosworth CR-4 3.0 V10 | B     | 20 | Heinz-Harald Frentzen | 1-12        | non assegnato                                              |
| Orange Arrows Ford         | Arrows-Cosworth  | A23         | Cosworth CR-3 3.0 V10 Cosworth CR-4 3.0 V10 | B     | 21 | Enrique Bernoldi      | 1-12        | non assegnato                                              |
| KL Minardi Asiatech        | Minardi-Asiatech | PS02        | Asiatech AT02 3.0 V10                       | M     | 22 | Alex Yoong            | 1-12, 15-17 | Tarso Marques Matteo Bobbi Sergei Zlobin Jirko Malchárek   |
| KL Minardi Asiatech        | Minardi-Asiatech | PS02        | Asiatech AT02 3.0 V10                       | M     | 22 | Anthony Davidson      | 13-14       | Tarso Marques Matteo Bobbi Sergei Zlobin Jirko Malchárek   |
| KL Minardi Asiatech        | Minardi-Asiatech | PS02        | Asiatech AT02 3.0 V10                       | M     | 23 | Mark Webber           | Tutti       | Tarso Marques Matteo Bobbi Sergei Zlobin Jirko Malchárek   |
| Panasonic Toyota Racing    | Toyota           | TF102       | Toyota RVX-02 3.0 V10                       | M     | 24 | Mika Salo             | Tutti       | Ryan Briscoe Stéphane Sarrazin                             |
| Panasonic Toyota Racing    | Toyota           | TF102       | Toyota RVX-02 3.0 V10                       | M     | 25 | Allan McNish          | Tutti       | Ryan Briscoe Stéphane Sarrazin                             |

## Circuiti e gare
In vista della nuova stagione ben 3 circuiti subirono alcune modifiche: a Montréal la pit-lane fu prolungata spostando l'uscita all'altezza della Virage Senna, portando così la lunghezza del tracciato da 4,421 km a 4,361 km, dovuto anche al restringimento di 60 metri al tornante del Casinò; al Nürburgring venne invece ridisegnata la prima Variante sostituendo l'originaria "S" in discesa con un ampio tornante a 4 curve denominato Mercedes-Arena, che aumentò la lunghezza complessiva del tracciato da 4,556 km a 5,148 km; anche se le novità più importanti tuttavia riguardarono il circuito di Hockenheim, dove vennero eliminati gli storici lunghi 4 rettilinei che correvano in mezzo al bosco, realizzando due nuove curve, una più piccola, la Einfahrt, e un'ampia curva parabolica che si raccorda al vecchio tracciato all'altezza della vecchia chicane Ayrton Senna, tramite una curva di quasi 180º, la Spitzkehre, mentre lungo il rettilineo prima della Sachs-kurve venne introdotta una nuova variante e venne anche modificata leggermente la Nord-kurve, rendendola più veloce, portando così la lunghezza del tracciato da 6,823 km a soli 4,574 km.

## Modifiche al regolamento

### Regolamento tecnico
La FIA impose un innalzamento della luce posteriore al fine di aumentare la grandezza dell'impianto frenante, un aumento della grandezza degli specchietti, vietò il controllo del servosterzo, impose delle limitazioni sul sistema di partenza automatica e reintrodusse la telemetria bidirezionale.

### Regolamento sportivo
Non vennero apportati significativi cambiamenti dal punto di vista sportivo.

## Riassunto della stagione

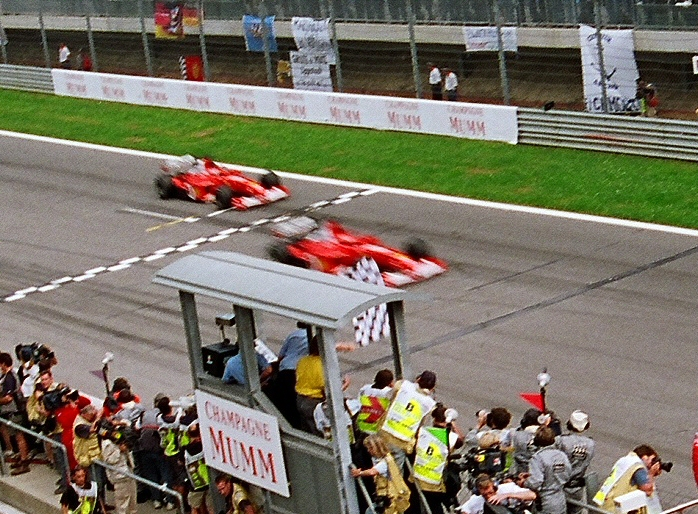
Il contestato arrivo sul traguardo delle due Ferrari al Gran Premio d'Austria: tale manovrà verrà poi sanzionata dalla FIA.

Così come l'anno precedente, anche il 2002 sarà dominato dalle Ferrari di Michael Schumacher e Rubens Barrichello. Già in Australia si nota lo strapotere delle monoposto di Maranello, che per l'occasione gareggiano con la vettura dell'anno precedente. Nonostante la carambola del via con Ralf Schumacher che decolla su Barrichello, il campione del mondo in carica si impone nettamente sugli avversari, con Montoya che non può niente contro il tedesco. In questa gara andrà a punti per l'unica volta nel campionato la Minardi, con il debuttante Mark Webber. A Sepang, la Williams, si segnala invece come più temibile avversaria per le Ferrari, con la doppietta realizzata da Ralf Schumacher e Montoya.
Michael Schumacher, invece, a causa di un contatto al via con il pilota colombiano della Williams perde l'alettone anteriore e comincia a rimontare giungendo terzo e superando negli ultimi giri l'inglese Jenson Button, mentre in quest'inizio di stagione l'altro ferrarista Barrichello avrà problemi di affidabilità, così come le McLaren, con l'unica differenza che per le vetture inglesi dureranno fino all'ultima gara. Già dal Brasile, però, la Ferrari ricomincia, grazie anche al debutto della F2002, a dominare con Michael Schumacher che riesce a conquistare quattro vittorie consecutive, realizzando due doppiette con il compagno di squadra costretto però a volte al ritiro. Si arriva quindi a Monaco con il tedesco della Ferrari che ha esattamente il doppio dei punti di Juan Pablo Montoya, che è secondo in classifica. Proprio a Montecarlo si interromperà la serie di vittorie per mano di David Coulthard, che con la sua McLaren va a vincere. Un discorso a parte riguarda il Gran Premio d'Austria, che vede Rubens Barrichello lungamente al comando, ma infine costretto a cedere il passo a Michael Schumacher per ordine di scuderia: l'episodio causò la reazione contrariata del pubblico, che fischiò lungamente all'indirizzo della Ferrari; simbolicamente Schumacher fece quindi salire Barrichello sul primo gradino del podio e gli consegnò la coppa del vincitore. Le polemiche si trascinarono lungamente nei giorni seguenti, finché alla Ferrari non fu irrogata una multa di un milione di euro da parte della FIA, che inoltre proibì espressamente simili giochi di scuderia. 

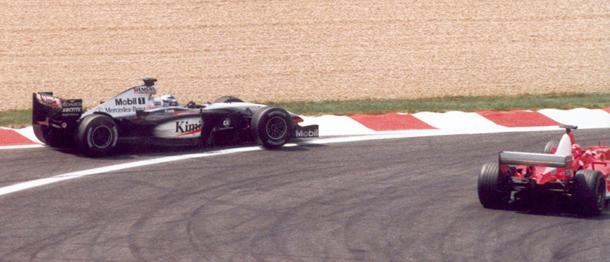
L'errore che costò a Kimi Räikkönen la vittoria nel Gran Premio di Francia, al termine del quale M. Schumacher si laureò nuovamente campione del mondo.

Per quanto riguarda le scuderie minori buona la stagione anche per Giancarlo Fisichella, che in Canada conquista il suo terzo piazzamento utile consecutivo alla guida di una modesta Jordan, cosa che non si può dire per la BAR, che sarà fino a Silverstone l'unica scuderia a non aver ottenuto punti mondiali. Dopo Monaco i due piloti Ferrari si dividerano le vittorie, mentre la Williams perderà punti preziosi dovuti soprattutto ad errori compiuti durante le soste ai box, in particolare con Ralf Schumacher, che vedrà rovinate ben due gare. In Francia, invece Kimi Räikkönen, pilota della McLaren perde la sua grande occasione scivolando sulla macchia d'olio lasciata dalla Toyota di McNish e permettendo a Michael Schumacher di diventare campione del mondo per la quinta volta a sei gare dalla fine. Il Kaiser eguaglia così il record di titoli di Juan Manuel Fangio, un primato che durò per ben 47 anni.
Intanto dal Gp del Canada anche Barrichello, se si esclude un guasto alla trasmissione in Francia, tornerà competitivo riuscendo a vincere quattro gare. In alcune occasioni buone prove delle Renault, che in quattro occasioni sfiorano il podio, e di Eddie Irvine che, dopo un lungo periodo di crisi della scuderia arriverà terzo a Monza. La Arrows invece, pur avendo schierato una macchina discreta e dopo aver ottenuto due punti con Frentzen, fu condannata dalla propria crisi societaria: indebitata e senza acquirenti, la squadra non corse in Ungheria e si ritirò dal Gran Premio del Belgio (al quale si era presentata con una sola monoposto), per poi saltare tutte le restanti gare e cessare l'attività. La stagione si chiude quindi con Michael Schumacher campione del mondo per la quinta volta, in una stagione assolutamente dominata: 17 gran premi in cui finisce sempre sul podio, vincendo 11 volte e con il terzo posto in Malesia come sua peggiore prestazione stagionale. Barrichello conclude il campionato secondo e col compagno Schumacher realizza in tutto nove doppiette, con un totale di 221 punti nel campionato costruttori. Le Williams si dimostreranno la seconda forza del campionato precedendo le McLaren, con le Renault, quarte al debutto assoluto, davanti a Sauber, Jordan, Jaguar, BAR, Minardi, Toyota ed Arrows. In questa stagione, tutti i team hanno conquistato almeno due punti. Inoltre al termine del campionato decidono di ritirarsi dal mondo delle corse Irvine e Salo.

## Risultati

### Risultati dei Gran Premi
| Nº | Gran Premio                   | Circuito          | Pole position      | Giro più veloce    | Pilota vincitore   | Costruttore vincitore | Resoconto |
| -- | ----------------------------- | ----------------- | ------------------ | ------------------ | ------------------ | --------------------- | --------- |
| 1  | Gran Premio d'Australia       | Melbourne         | Rubens Barrichello | Kimi Räikkönen     | Michael Schumacher | Ferrari               | resoconto |
| 2  | Gran Premio della Malesia     | Sepang            | Michael Schumacher | Juan Pablo Montoya | Ralf Schumacher    | Williams-BMW          | resoconto |
| 3  | Gran Premio del Brasile       | Interlagos        | Juan Pablo Montoya | Juan Pablo Montoya | Michael Schumacher | Ferrari               | resoconto |
| 4  | Gran Premio di San Marino     | Imola             | Michael Schumacher | Rubens Barrichello | Michael Schumacher | Ferrari               | resoconto |
| 5  | Gran Premio di Spagna         | Montmeló          | Michael Schumacher | Michael Schumacher | Michael Schumacher | Ferrari               | resoconto |
| 6  | Gran Premio d'Austria         | A1-Ring           | Rubens Barrichello | Michael Schumacher | Michael Schumacher | Ferrari               | resoconto |
| 7  | Gran Premio di Monaco         | Monaco            | Juan Pablo Montoya | Rubens Barrichello | David Coulthard    | McLaren-Mercedes      | resoconto |
| 8  | Gran Premio del Canada        | Montréal          | Juan Pablo Montoya | Juan Pablo Montoya | Michael Schumacher | Ferrari               | resoconto |
| 9  | Gran Premio d'Europa          | Nürburgring       | Juan Pablo Montoya | Michael Schumacher | Rubens Barrichello | Ferrari               | resoconto |
| 10 | Gran Premio di Gran Bretagna  | Silverstone       | Juan Pablo Montoya | Rubens Barrichello | Michael Schumacher | Ferrari               | resoconto |
| 11 | Gran Premio di Francia        | Magny-Cours       | Juan Pablo Montoya | David Coulthard    | Michael Schumacher | Ferrari               | resoconto |
| 12 | Gran Premio di Germania       | Hockenheimring    | Michael Schumacher | Michael Schumacher | Michael Schumacher | Ferrari               | resoconto |
| 13 | Gran Premio d'Ungheria        | Hungaroring       | Rubens Barrichello | Michael Schumacher | Rubens Barrichello | Ferrari               | resoconto |
| 14 | Gran Premio del Belgio        | Spa-Francorchamps | Michael Schumacher | Michael Schumacher | Michael Schumacher | Ferrari               | resoconto |
| 15 | Gran Premio d'Italia          | Monza             | Juan Pablo Montoya | Rubens Barrichello | Rubens Barrichello | Ferrari               | resoconto |
| 16 | Gran Premio degli Stati Uniti | Indianapolis      | Michael Schumacher | Rubens Barrichello | Rubens Barrichello | Ferrari               | resoconto |
| 17 | Gran Premio del Giappone      | Suzuka            | Michael Schumacher | Michael Schumacher | Michael Schumacher | Ferrari               | resoconto |

### Risultato delle qualifiche
| Nº | Pilota                | AUS | MAL | BRA | SMR | SPA | AUT | MON | CAN | EUR | GBR | FRA | GER | UNG | BEL | ITA | USA | GIA |
| -- | --------------------- | --- | --- | --- | --- | --- | --- | --- | --- | --- | --- | --- | --- | --- | --- | --- | --- | --- |
| 1  | Michael Schumacher    | 2   | 1   | 2   | 1   | 1   | 3   | 3   | 2   | 3   | 3   | 2   | 1   | 2   | 1   | 2   | 1   | 1   |
| 2  | Rubens Barrichello    | 1   | 3   | 8   | 2   | 2   | 1   | 5   | 3   | 4   | 2   | 3   | 3   | 1   | 3   | 4   | 2   | 2   |
| 3  | David Coulthard       | 4   | 6   | 4   | 6   | 7   | 8   | 2   | 8   | 5   | 6   | 6   | 9   | 10  | 6   | 7   | 3   | 3   |
| 4  | Kimi Räikkönen        | 5   | 5   | 5   | 5   | 5   | 6   | 6   | 5   | 6   | 5   | 4   | 5   | 11  | 2   | 6   | 6   | 4   |
| 5  | Ralf Schumacher       | 3   | 4   | 3   | 3   | 3   | 2   | 4   | 4   | 2   | 4   | 5   | 2   | 3   | 4   | 3   | 5   | 5   |
| 6  | Juan Pablo Montoya    | 6   | 2   | 1   | 4   | 4   | 4   | 1   | 1   | 1   | 1   | 1   | 4   | 4   | 5   | 1   | 4   | 6   |
| 7  | Nick Heidfeld         | 10  | 7   | 9   | 7   | 8   | 5   | 17  | 7   | 9   | 10  | 10  | 10  | 8   | 18  | 15  | 10  | 12  |
| 8  | Felipe Massa          | 9   | 14  | 12  | 11  | 11  | 7   | 13  | 12  | 11  | 11  | 12  | 14  | 7   | 17  | 14  |     | 15  |
| 8  | Heinz-Harald Frentzen |     |     |     |     |     |     |     |     |     |     |     |     |     |     |     | 11  |     |
| 9  | Giancarlo Fisichella  | 8   | 9   | 14  | 15  | 12  | 15  | 11  | 6   | 18  | 17  |     | 6   | 5   | 14  | 12  | 9   | 8   |
| 10 | Takuma Satō           | 22  | 15  | 19  | 14  | 18  | 18  | 16  | 15  | 14  | 14  | 14  | 12  | 14  | 16  | 18  | 15  | 7   |
| 11 | Jacques Villeneuve    | 13  | 13  | 15  | 10  | 15  | 17  | 14  | 9   | 19  | 9   | 13  | 11  | 13  | 12  | 9   | 7   | 9   |
| 12 | Olivier Panis         | 12  | 18  | 17  | 12  | 13  | 9   | 18  | 11  | 12  | 13  | 11  | 7   | 12  | 9   | 16  | 12  | 16  |
| 14 | Jarno Trulli          | 7   | 12  | 6   | 8   | 9   | 16  | 7   | 10  | 7   | 7   | 8   | 6   | 7   | 11  | 7   | 8   | 11  |
| 15 | Jenson Button         | 11  | 8   | 7   | 9   | 6   | 13  | 8   | 13  | 8   | 12  | 7   | 13  | 9   | 10  | 17  | 14  | 10  |
| 16 | Eddie Irvine          | 19  | 20  | 14  | 18  | 20  | 20  | 21  | 14  | 17  | 19  | 9   | 16  | 16  | 8   | 5   | 13  | 16  |
| 17 | Pedro de la Rosa      | 20  | 17  | 11  | 21  | 16  | 19  | 20  | 16  | 16  | 21  | 15  | 20  | 15  | 11  | 8   | 17  | 17  |
| 20 | Heinz Harald Frentzen | 15  | 11  | 18  | 13  | 10  | 11  | 12  | 19  | 15  | 16  | NQ  | 15  |     |     |     |     |     |
| 21 | Enrique Bernoldi      | 17  | 16  | 21  | 20  | 14  | 12  | 15  | 17  | 21  | 18  | NQ  | 18  |     |     |     |     |     |
| 22 | Alex Yoong            | 21  | 22  | 22  | NQ  | NQ  | 22  | 22  | 22  | 22  | NQ  | 19  | NQ  |     |     | 20  | 20  | 19  |
| 22 | Anthony Davidson      |     |     |     |     |     |     |     |     |     |     |     |     | 20  | 20  |     |     |     |
| 23 | Mark Webber           | 18  | 21  | 20  | 19  | NQ  | 21  | 19  | 21  | 20  | 20  | 18  | 21  | 19  | 19  | 19  | 18  | 18  |
| 24 | Mika Salo             | 14  | 10  | 10  | 16  | 17  | 10  | 9   | 18  | 10  | 8   | 16  | 19  | 17  | 9   | 10  | 19  | 13  |
| 25 | Allan McNish          | 16  | 19  | 16  | 17  | 19  | 14  | 10  | 20  | 13  | 15  | 17  | 17  | 18  | 13  | 13  | 16  |     |
| Nº | Pilota                | AUS | MAL | BRA | SMR | SPA | AUT | MON | CAN | EUR | GBR | FRA | GER | UNG | BEL | ITA | USA | GIA |

## Classifiche

### Sistema di punteggio
| Posizione | 1ª | 2ª | 3ª | 4ª | 5ª | 6ª |
| Punti     | 10 | 6  | 4  | 3  | 2  | 1  |

### Classifica piloti
| Pos. | Pilota                |     |     |     |     |     |     |     |     |     |     |     |     |     |     |     |     |     | Punti |
| ---- | --------------------- | --- | --- | --- | --- | --- | --- | --- | --- | --- | --- | --- | --- | --- | --- | --- | --- | --- | ----- |
| 1    | Michael Schumacher    | 1   | 3   | 1   | 1   | 1   | 1   | 2   | 1   | 2   | 1   | 1   | 1   | 2   | 1   | 2   | 2   | 1   | 144   |
| 2    | Rubens Barrichello    | Rit | Rit | Rit | 2   | NP  | 2   | 7   | 3   | 1   | 2   | NP  | 4   | 1   | 2   | 1   | 1   | 2   | 77    |
| 3    | Juan Pablo Montoya    | 2   | 2   | 5   | 4   | 2   | 3   | Rit | Rit | Rit | 3   | 4   | 2   | 11  | 3   | Rit | 4   | 4   | 50    |
| 4    | Ralf Schumacher       | Rit | 1   | 2   | 3   | 11* | 4   | 3   | 7   | 4   | 8   | 5   | 3   | 3   | 5   | Rit | 16  | 11* | 42    |
| 5    | David Coulthard       | Rit | Rit | 3   | 6   | 3   | 6   | 1   | 2   | Rit | 10  | 3   | 5   | 5   | 4   | 7   | 3   | Rit | 41    |
| 6    | Kimi Räikkönen        | 3   | Rit | 12* | Rit | Rit | Rit | Rit | 4   | 3   | Rit | 2   | Rit | 4   | Rit | Rit | Rit | 3   | 24    |
| 7    | Jenson Button         | Rit | 4   | 4   | 5   | 12* | 7   | Rit | 15* | 5   | 12* | 6   | Rit | Rit | Rit | 5   | 8   | 6   | 14    |
| 8    | Jarno Trulli          | Rit | Rit | Rit | 9   | 10* | Rit | 4   | 6   | 8   | Rit | Rit | Rit | 8   | Rit | 4   | 5   | Rit | 9     |
| 9    | Eddie Irvine          | 4   | Rit | 7   | Rit | Rit | Rit | 9   | Rit | Rit | Rit | Rit | Rit | Rit | 6   | 3   | 10  | 9   | 8     |
| 10   | Nick Heidfeld         | Rit | 5   | Rit | 10  | 4   | Rit | 8   | 12  | 7   | 6   | 7   | 6   | 9   | 10  | 10  | 9   | 7   | 7     |
| 11   | Giancarlo Fisichella  | Rit | 13  | Rit | Rit | Rit | 5   | 5   | 5   | Rit | 7   | NP  | Rit | 6   | Rit | 8   | 7   | Rit | 7     |
| 12   | Jacques Villeneuve    | Rit | 8   | 10* | 7   | 7   | 10* | Rit | Rit | 12  | 4   | Rit | Rit | Rit | 8   | 9   | 6   | Rit | 4     |
| 13   | Felipe Massa          | Rit | 6   | Rit | 8   | 5   | Rit | Rit | 9   | 6   | 9   | Rit | 7   | 7   | Rit | Rit |     | Rit | 4     |
| 14   | Olivier Panis         | Rit | Rit | Rit | Rit | Rit | Rit | Rit | 8   | 9   | 5   | Rit | Rit | 12  | 12* | 6   | 12  | Rit | 3     |
| 15   | Takuma Satō           | Rit | 9   | 9   | Rit | Rit | Rit | Rit | 10  | 16  | Rit | Rit | 8   | 10  | 11  | 12  | 11  | 5   | 2     |
| 16   | Mark Webber           | 5   | Rit | 11  | 11  | NP  | 12  | 11  | 11  | 15  | Rit | 8   | Rit | 16  | Rit | Rit | Rit | 10  | 2     |
| 17   | Mika Salo             | 6   | 12  | 6   | Rit | 9   | 8   | Rit | Rit | Rit | Rit | Rit | 9   | 15  | 7   | 11  | 14  | 8   | 2     |
| 18   | Heinz-Harald Frentzen | SQ  | 11  | Rit | Rit | 6   | 11  | 6   | 13  | 13  | Rit | NQ  | Rit |     |     |     | 13  |     | 2     |
| 19   | Allan McNish          | Rit | 7   | Rit | Rit | 8   | 9   | Rit | Rit | 14  | Rit | 11* | Rit | 14  | 9   | Rit | 15  | NP  | 0     |
| 20   | Alex Yoong            | 7   | Rit | 13  | NQ  | NP  | Rit | Rit | 14  | Rit | NQ  | 10  | NQ  |     |     | 13  | Rit | Rit | 0     |
| 21   | Pedro de la Rosa      | 8   | 10  | 8   | Rit | Rit | Rit | 10  | Rit | 11  | 11  | 9   | Rit | 13  | Rit | Rit | Rit | Rit | 0     |
| 22   | Enrique Bernoldi      | SQ  | Rit | Rit | Rit | Rit | Rit | 12  | Rit | 10  | Rit | NQ  | Rit |     |     |     |     |     | 0     |
| -    | Anthony Davidson      |     |     |     |     |     |     |     |     |     |     |     |     | Rit | Rit |     |     |     | 0     |
| Pos. | Pilota                |     |     |     |     |     |     |     |     |     |     |     |     |     |     |     |     |     | Punti |

| Legenda | 1º posto     | 2º posto | 3º posto    | A punti         | Senza punti/Non class.  | Grassetto – Pole position Corsivo – Giro più veloce |
| Legenda | Squalificato | Ritirato | Non partito | Non qualificato | Solo prove/Terzo pilota | Grassetto – Pole position Corsivo – Giro più veloce |

* Indica quei piloti che non hanno terminato la gara ma sono ugualmente classificati avendo coperto, come previsto dal regolamento, almeno il 90% della distanza totale.

### Classifica costruttori
| Pos. | Costruttore      | Pilota        |     |     |     |     |     |     |     |     |     |     |     |     |     |     |     |     |     | Punti |
| ---- | ---------------- | ------------- | --- | --- | --- | --- | --- | --- | --- | --- | --- | --- | --- | --- | --- | --- | --- | --- | --- | ----- |
| 1    | Ferrari          | M. Schumacher | 1   | 3   | 1   | 1   | 1   | 1   | 2   | 1   | 2   | 1   | 1   | 1   | 2   | 1   | 2   | 2   | 1   | 221   |
| 1    | Ferrari          | Barrichello   | Rit | Rit | Rit | 2   | NP  | 2   | 7   | 3   | 1   | 2   | NP  | 4   | 1   | 2   | 1   | 1   | 2   | 221   |
| 2    | Williams-BMW     | R. Schumacher | Rit | 1   | 2   | 3   | 11* | 4   | 3   | 7   | 4   | 8   | 5   | 3   | 3   | 5   | Rit | 16  | 11* | 92    |
| 2    | Williams-BMW     | Montoya       | 2   | 2   | 5   | 4   | 2   | 3   | Rit | Rit | Rit | 3   | 4   | 2   | 11  | 3   | Rit | 4   | 4   | 92    |
| 3    | McLaren-Mercedes | Coulthard     | Rit | Rit | 3   | 6   | 3   | 6   | 1   | 2   | Rit | 10  | 3   | 5   | 5   | 4   | 7   | 3   | Rit | 65    |
| 3    | McLaren-Mercedes | Räikkönen     | 3   | Rit | 12* | Rit | Rit | Rit | Rit | 4   | 3   | Rit | 2   | Rit | 4   | Rit | Rit | Rit | 3   | 65    |
| 4    | Renault          | Trulli        | Rit | Rit | Rit | 9   | 10* | Rit | 4   | 6   | 8   | Rit | Rit | Rit | 8   | Rit | 4   | 5   | Ret | 23    |
| 4    | Renault          | Button        | Rit | 4   | 4   | 5   | 12* | 7   | Rit | 15* | 5   | 12* | 6   | Rit | Rit | Rit | 5   | 8   | 6   | 23    |
| 5    | Sauber-Petronas  | Heidfeld      | Rit | 5   | Rit | 10  | 4   | Rit | 8   | 12  | 7   | 6   | 7   | 6   | 9   | 10  | 10  | 9   | 7   | 11    |
| 5    | Sauber-Petronas  | Massa         | Rit | 6   | Rit | 8   | 5   | Rit | Rit | 9   | 6   | 9   | Rit | 7   | 7   | Rit | Rit |     | Rit | 11    |
| 5    | Sauber-Petronas  | Frentzen      |     |     |     |     |     |     |     |     |     |     |     |     |     |     |     | 13  |     | 11    |
| 6    | Jordan-Honda     | Fisichella    | Rit | 13  | Rit | Rit | Rit | 5   | 5   | 5   | Rit | 7   | NQ  | Rit | 6   | Rit | 8   | 7   | Rit | 9     |
| 6    | Jordan-Honda     | Satō          | Rit | 9   | 9   | Rit | Rit | Rit | Rit | 10  | 16  | Rit | Rit | 8   | 10  | 11  | 12  | 11  | 5   | 9     |
| 7    | Jaguar-Cosworth  | Irvine        | 4   | Rit | 7   | Rit | Rit | Rit | 9   | Rit | Rit | Rit | Rit | Rit | Rit | 6   | 3   | 10  | 9   | 8     |
| 7    | Jaguar-Cosworth  | De La Rosa    | 8   | 10  | 8   | Rit | Rit | Rit | 10  | Rit | 11  | 11  | 9   | Rit | 13  | Rit | Rit | Rit | Rit | 8     |
| 8    | BAR-Honda        | Villeneuve    | Rit | 8   | 10* | 7   | 7   | 10* | Rit | Rit | 12  | 4   | Rit | Rit | Rit | 8   | 9   | 6   | Rit | 7     |
| 8    | BAR-Honda        | Panis         | Rit | Rit | Rit | Rit | Rit | Rit | Rit | 8   | 9   | 5   | Rit | Rit | 12  | 12* | 6   | 12  | Rit | 7     |
| 9    | Minardi-Asiatech | Yoong         | 7   | Rit | 13  | NQ  | NP  | Rit | Rit | 14  | Rit | NQ  | 10  | NQ  |     |     | 13  | Rit | Rit | 2     |
| 9    | Minardi-Asiatech | Davidson      |     |     |     |     |     |     |     |     |     |     |     |     | Rit | Rit |     |     |     | 2     |
| 9    | Minardi-Asiatech | Webber        | 5   | Rit | 11  | 11  | NP  | 12  | 11  | 11  | 15  | Rit | 8   | Rit | 16  | Rit | Rit | Rit | 10  | 2     |
| 10   | Toyota           | Salo          | 6   | 12  | 6   | Rit | 9   | 8   | Rit | Rit | Rit | Rit | Rit | 9   | 15  | 7   | 11  | 14  | 8   | 2     |
| 10   | Toyota           | McNish        | Rit | 7   | Rit | Rit | 8   | 9   | Rit | Rit | 14  | Rit | 11* | Rit | 14  | 9   | Rit | 15  | NP  | 2     |
| 11   | Arrows-Cosworth  | Frentzen      | SQ  | 11  | Rit | Rit | 6   | 11  | 6   | 13  | 13  | Rit | NQ  | Rit |     |     |     |     |     | 2     |
| 11   | Arrows-Cosworth  | Bernoldi      | SQ  | Rit | Rit | Rit | Rit | Rit | 12  | Rit | 10  | Rit | NQ  | Rit |     |     |     |     |     | 2     |
| Pos. | Costruttore      | Pilota        |     |     |     |     |     |     |     |     |     |     |     |     |     |     |     |     |     | Punti |

| Legenda | Grassetto – Pole position Corsivo - Giro più veloce | 1º posto                                         | 2º posto                                      | 3º posto                          | A punti                                           | -Senza punti -Non classificato (NC)         | Ritirato (Rit)                  | Squalificato (SQ)   |
| Legenda | Grassetto – Pole position Corsivo - Giro più veloce | -Non qualificato (NQ) -Non pre-qualificato (NPQ) | Disputa solo le prove (SP) -Terzo pilota (TP) | Non prende parte alle prove (NPR) | -Non partito (NP) Infortunato (INF) -Escluso (ES) | Iscritto ma non presente, non arrivato (NA) | Ritirato prima dell'evento (WD) | Gara cancellata (C) |

* Indica quei piloti che non hanno terminato la gara ma sono ugualmente classificati avendo coperto, come previsto dal regolamento, almeno il 90% della distanza totale.